# Israel Shamir
Israel Adam Shamir, folkbokförd i Sverige som Adam Ermash (tidigare Jöran Jermas), är en kontroversiell rysk-israelisk-svensk författare och journalist. Shamirs skrifter är koncentrerade kring Israel-Palestina-konflikten. Han är far till journalisten Johannes Wahlström.

## Biografi
Shamirs bakgrund är oklar men enligt egen uppgift föddes han i en judisk familj i Novosibirsk i Sibirien 1947.  Shamir blev svensk medborgare 1992. Han har varit bosatt i Sverige till och från åtminstone sedan 1984 och bytte namn till Jöran Jermas 2001. Shamir är sedan 2003 grekisk-ortodox.
Under sin karriär har Shamir skrivit i ett stort antal tidningar. Bland tidningar som publicerat hans texter återfinns svenska vänstertidningen Mana, judiskamerikanska Tikkun Magazine, norska dagstidningen Klassekampen och Friheten, ryska Pravda, socialistiska veckotidningen Left Russia, kubanska Granma, amerikanska progressiva webbtidskriften Counterpunch, den ryska traditionalistiska tidningen Zavtra, den amerikanska högerpopulistiska tidningen The Spotlight med flera tidningar.
2003 började bland annat tidningen Expo undersöka Shamirs bakgrund och hittade ett antal felaktigheter, bland annat att han bott i Sverige då han i sitt CV påstått sig bo i Israel och Ryssland. I samband med att den amerikanska vit makt-organisationen National Alliance 2002 arrangerade konserten "Rock Against Israel" försvarade Shamir organisationen. I en artikel i den engelskspråkiga tidningen Arab News förklarade han att den nazism som National Alliance står för inte på något sätt var värre än den "judiska rasismen". Vidare förklarade han att även om man inte bör omfamna National Alliance ska man inte attackera dem med våld.
Ali Abunimah, kritiker på webbsidan Electronic Intifada, och Hussein Ibish, presstalesman för Arabisk-amerikanska kommittén mot diskriminering (ADC), menar att Shamir återanvänder gammalt antisemitiskt tankegods i sina texter. Bland annat har han påstått att den amerikanska regeringen utkämpar ett judiskt krig under inflytande av ZOG.
2003 gavs boken Blommor i Galiléen ut, som består av en mängd samlade artiklar relaterade till Mellanösternkonflikten. Boken har förbjudits i Frankrike eftersom den ansågs vara antisemitisk. Boken uppmanar bland annat till blandäktenskap mellan judar och palestinier för att på så sätt avveckla den etniska konflikten i området. Boken har i Sverige getts ut på Alhambra förlag. Utgivningen har kritiserats av bland andra Expo.
2010 blev Israel Shamir kontaktperson för Wikileaks i Ryssland, vilket kritiserades av den ryske journalisten Julija Latynina. Han uttryckte stöd för Vitrysslands president Aleksandr Lukasjenko inför presidentvalet i landet 2010, ett val som kritiserades av OSSE.

## Fotnoter
1. ↑  Gemeinsame Normdatei, Deutsche Nationalbibliotheks katalog-id-nummer: 1298868317749153-1, läst: 13 augusti 2015.[källa från Wikidata]
2. ↑  ”Masters of Discourse, by Israel Shamir | Book and Movie Reviews |Axisoflogic.com”. axisoflogic.com. 22 december 2008. http://axisoflogic.com/artman/publish/Article_29135.shtml. Läst 13 maj 2024.
3. ↑  ”Israel Shamir ljuger om sin historia”. Expo. 21 juni 2004. Arkiverad från originalet den 4 juni 2007. https://web.archive.org/web/20070604201418/http://www.expo.se/2004/48_1102.html.
4. ↑  ”Christmas Greetings to Hellenes”. www.israelshamir.net. 2003. http://www.israelshamir.net/English/hellen.htm. Läst 13 maj 2024.
5. ↑  Daniel Poohl (21 juni 2004). ”Israel Shamir ljuger om sin historia”. Expo. Arkiverad från originalet den 4 juni 2007. https://web.archive.org/web/20070604201418/http://www.expo.se/2004/48_1102.html. Läst 21 juni 2004.
6. ↑  http://arabnews.com/services/print/print.asp?artid=17963&d=21&m=8&y=2002&hl=Rock%20of%20dissent%20by%20National%20Alliance
7. ↑  ”Israeli writer is Swedish anti-Semite”. Searchlight. maj 2004. http://www.searchlightmagazine.com/index.php?link=template&story=6.
8. ↑  Ali Abunimah & Hussein Ibish (16 april 2001). ”Serious concerns about Israel Shamir”. Arkiverad från originalet den 8 oktober 2008. https://web.archive.org/web/20081008044259/http://www.nigelparry.com/issues/shamir/originalletter.html. Läst 3 september 2008.
9. ↑  ”The Shadow of Zog”. www.israelshamir.net. 2003. http://www.israelshamir.net/English/shadowofzog.htm. Läst 13 maj 2024.
10. ↑  Daniel Poohl (21 juni 2004). ”Alhambra ger ut antisemitisk författare”. Expo. Arkiverad från originalet den 4 juni 2007. https://web.archive.org/web/20070604201811/http://www.expo.se/2004/48_1101.html. Läst 21 juni 2004.
11. ↑  Magnus Ljunggren (10 december 2010). ”Pappas pojke?”. Expressen. Arkiverad från originalet den 25 december 2010. https://web.archive.org/web/20101225071135/http://www.expressen.se/kultur/1.2248555/pappas-pojke. Läst 29 december 2010.
12. ↑  Ingmar Nevéus (29 december 2010). ”Kontaktperson för Wikileaks stöttar Lukasjenko”. Dagens Nyheter. Arkiverad från originalet den 1 januari 2011. https://web.archive.org/web/20110101124402/http://www.dn.se/kultur-noje/wikileaks-talesman-stottar-lukasjenko.